# الرقيم (يبعث)

تعديل مصدري - تعديل

الرقيم هي إحدى قرى عزلة يبعث بمديرية يبعث التابعة لمحافظة حضرموت، بلغ تعداد سكانها 31 نسمة حسب تعداد اليمن لعام 2004.